# Довлатова, Алла Александровна
А́лла Алекса́ндровна Довла́това (имя при рождении — Марина Александровна Евстрахина; род. 16 августа 1974, Ленинград, СССР) — российская теле- и радиоведущая, актриса кино, телевидения и дубляжа.

## Биография
Родилась 16 августа 1974 года в Ленинграде (ныне Санкт-Петербург).
Отец — Александр Александрович Евстрахин (род. 4 декабря 1948 года) — президент Федерации хоккея Санкт-Петербурга; ранее — председатель комитета по благоустройству и дорожному хозяйству администрации Санкт-Петербурга (1996—1999), глава администрации Василеостровского района Санкт-Петербурга (2000—2004). Мать —  Ирина Ерофеевна  Евстрахина, по образованию — инженер.
Училась в средней школе № 332 города Ленинграда. Окончила Санкт-Петербургский государственный университет в 1996 году.
Начала работу на радио с 1990 года. С 1992 года работала на радио «Новый Петербург», с 1994 года — на радио «Модерн», с 2001 года — на радио «РДВ», с 2002 года — на «Русском радио», с 2008 года — на Радио «Маяк», с 2012 года — на Радио Romantika. В 2015 году вернулась на «Русское радио». Также на Радио Рекорд вела программу «Без Маски». Творческий псевдоним «Алла Довлатова» взяла себе в самом начале журналистской карьеры: имя Алла ей всегда очень нравилось, а мама являлась большой поклонницей творчества писателя Сергея Довлатова.
Одновременно работала на телевидении: вела телевизионный фестиваль «Музыкальный экзамен» («РТР») и шоу «Полный модерн» (Региональное телевидение).
Снималась в телесериале «Моя прекрасная няня» в роли жены Пробкина, в телесериале «Тайны следствия» в роли Альбины, а также в телесериале «Агент национальной безопасности» в главной роли Алисы в двух сериях фильма «Клуб «Алиса».

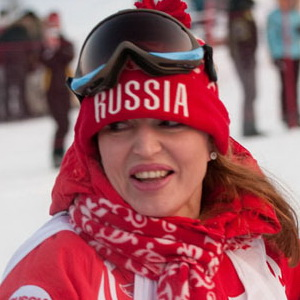
На четвёртом Кубке Audi по слалому среди звёзд 30 января 2010 года

В 2022 году поддержала российское вторжение на Украину, назвав его «миротворческой операцией», целью которой является «прекращение войны на Донбассе, дефашизация и демилитаризация Украины, а значит — защита России от военных угроз со стороны НАТО». Позднее осудила мужчин покинувших Россию после мобилизации.
7 января 2023 года была внесена в санкционный список Украины, так как « не распространяет нарративы в соответствии с кремлёвской пропагандой для целей оправдания действий России».
В августе 2025 года покинула «Русское радио» из-за занятости в других проектах.

## Личная жизнь
- С 1995 года по 2007 год состояла в браке с Дмитрием Лютым. От этого брака — дочь Дарья (24.06.1999) и сын Павел (14.07.2004).
- Второй муж (с 2007 года) — полковник полиции Алексей Борода. В этом браке родилась дочь Александра (3 марта 2008 года)[14].
- 13 апреля 2017 года родила ещё одну дочь — Марию[15].

## Участие в проектах
- 31 декабря 2007 года приняла участие в игре «Слабое звено», выбыла в первом раунде.
- 8 марта 2008 года приняла участие в игре «Самый умный» на звание «Самая умная мама».
- 20 апреля 2008 года приняла участие в программе «Кто умнее пятиклассника?» и ответила на 10 вопросов (выигрыш составил 25 000 рублей).
- 25 апреля 2009 года приняла участие в программе «Детские шалости».
- 9 октября 2010 года приняла участие в игре «Ты и я».
- Три раза принимала участие в игре «Сто к одному» в 2011, 2012 и 2018 годах.
- 7 января 2012 года приняла участие в программе «Десять миллионов» с Туттой Ларсен (ответила на 5 вопросов).
- 23 ноября 2016 года — гостья программы «Мой герой» на телеканале «ТВЦ».
- 25 марта 2017	года приняла участие в программе «Пятеро на одного».
- 8 июля 2018 года приняла участие в программе «Устами младенца».
- 18 декабря 2018 года приняла участие в программе «Игра в кино».
- 22 февраля 2019 года приняла участие в программе «Всемирные игры разума».
- 4 марта 2020 года — гостья программы «Судьба человека».
- 23 апреля 2022 года приняла участие в программе «Секрет на миллион».
- В 2022 году — приглашённый член жюри в шоу «Битва поколений» на телеканале «Муз-ТВ».

## Фильмография
- 1998—1999 — Улицы разбитых фонарей 2 (серия «Дело № 1999») — журналистка Алла
- 2000 — Агент национальной безопасности 2 (серия «Клуб „Алиса“» в двух частях) — Алиса, владелица клуба, возлюбленная Алексея Николаева (убита Сурковым†)
- 2001 — Тайны следствия — Альбина, подруга Марии Сергеевны Швецовой
- 2002—2004, 2007 — Тайны следствия 2-4 и 7 — Альбина, подруга Марии Сергеевны Швецовой
- 2004—2009 — Моя прекрасная няня — жена Пробкина (133 серия)
- 2008 — Соло для пистолета с оркестром — Милена Шевалье
- 2012—2013 — Неравный брак — Лариса, жена Фёдора
- 2013 — Трое в Коми — Лариса Крутова
- 2019 — Тайны следствия. Прошлый век — баронесса Аполлинария фон Шольц — «Поля», лучшая подруга Марии Сергеевны Переваловой

### Мультфильмы (дубляж)
- 2007 — Ноев ковчег — Кайрэл (Львица)[16]

## Телепередачи
- «Доброе утро» (2002 год).
- «Гурман» (2003 год).[17]
- «Золотой граммофон» (2003 год).[18]
- «Cosmopolitan. Видеоверсия» (2007 год).
- «Девчата» (2010—2014).
- «Дочки vs Матери» (с 2011 года).
- «Женское счастье» (совместно с Олегом Роем и Павлом Раковым) (2014 год).